# Tasaki Hirosuke
Tazaki Hirosuke (japanisch 田崎 広助; geb. 1. September 1898 in der Präfektur Fukuoka; gest. 28. Januar 1984) war ein japanischer Maler im Yōga-Stil während der Shōwa-Zeit.

## Leben und Werk
Tazaki Hirosuke war der älteste Sohn von Tazaki Sakutarō. Er wollte nach Schulabschluss unbedingt an die Kunsthochschule in Tokio, aber seine Eltern meldeten ihn am Lehrerseminar Fukuoka (福岡師範学校, Fukuoka shihan gakkō) an. Nach dem Abschluss der Ausbildung ging Hirosuke nach Tokio und arbeitet an einer Grundschule als Zeichenlehrer. 1923 ging er nach Kyōto, wo er sich in der Kunsthochschule Kansai (関西美術院, Kansai bijutsuin) weiterbildete. 
1926 wurden drei seiner Bilder, darunter „Weg im Wald“ (森の道, Mori no michi), auf der 13. Ausstellung der Nikakai-Kunstvereinigung angenommen. Es waren damit die ersten gezeigten Bilder von ihm. Im folgenden Jahr kehrte er nach Tokio zurück, reiste von 1932 bis 1934 durch Europa, wobei er ein Atelier in Paris zu seinem Stützpunkt machte. Er zeigte während seines Aufenthaltes Bilder beim Salon d’Automne und an anderen Stellen. Nach seiner Rückkehr nach Japan beteiligte er sich 1927 an der Gründung der Issui-kai durch Yasui Sōtarō, den er als sein großes Vorbild ansah.
1951 erfuhr Tazaki eine Anerkennung der Akademie der Künste für seine Bilderserien „Berg Aso im Sommer“ (夏の阿蘇山, Natsu no Aso-zan), „Berg Daisen in der Morgendämmerung“ (朝焼けの大山, Asayake no Daisen) und für andere Bilder. 1967 wurde er Mitglied der Akademie und ständiger Berater für die Nitten-Ausstellungen, 1968 erhielt er den Orden des Heiligen Schatzes dritter Klass und 1975 den Kulturorden. 
Bereits 1973 hatte Tazaki, zusammen mit Tōgō Seiji und anderen, eine Ausstellung der japanischen Gegenwartskunst in Brasilien organisiert, für die er eine Medaille der brasilianischen Regierung erhielt. 1979 wurde er dann Präsident der Japan-Brasilien-Kunstvereinigung.
Vor allem ab den 1950er Jahren wurde Tazaki bekannt für seine majestätischen Bilder des Aso und des Sakurajima in kühn kolorierter, dekorativer Art. Er stiftete rund 30 seiner repräsentativen Werke dem Stadtmuseum Fukuoka (福岡市美術館), das 1979 eröffnet wurde.